# Alpova
Alpova is een geslacht van schimmels behorend tot de familie Paxillaceae. 

## Soorten
Volgens Index Fungorum telt het geslacht 15 soorten (peildatum januari 2022):
| Soortnaam               | Auteur(s)                               | Publicatiejaar |
| ----------------------- | --------------------------------------- | -------------- |
| Alpova alpestris        | P.-A. Moreau & F. Rich.                 | 2010           |
| Alpova austroalnicola   | L.S. Domínguez                          | 2005           |
| Alpova cinnamomeus      | C.W. Dodge                              | 1931           |
| Alpova concolor         | J. Hayward                              | 2014           |
| Alpova corsicus         | P.-A. Moreau & F. Rich.                 | 2011           |
| Alpova diplophloeus     | (Zeller & C.W. Dodge) Trappe & A.H. Sm. | 1975           |
| Alpova klikae           | (Mattir.) Trappe                        | 1975           |
| Alpova komovianus       | B. Perić & P.-A. Moreau                 | 2012           |
| Alpova luteus           | (Zeller) Trappe                         | 1975           |
| Alpova microsporus      | (Velen.) Trappe                         | 1975           |
| Alpova mollis           | (Lloyd) Trappe                          | 1975           |
| Alpova nauseosus        | (Coker & Couch) Trappe                  | 1975           |
| Alpova pseudostipitatus | Calonge & Siquier                       | 2000           |
| Alpova trappei          | Fogel                                   | 1977           |
| Alpova yangchengensis   | B. Liu, K. Tao & Ming C. Chang          | 1990           |